# Campionatul Mondial de Scrimă din 1986
Campionatul Mondial de Scrimă din 1986 s-a desfășurat în perioada 25 iulie–3 august la Sofia în Bulgaria.

## Rezultate

### Masculin
| Probă                 | Aur | Argint                                                                                         | Bronz                                                                                                  |
| Spadă la individual   | Philippe Riboud (FRA)                                                                                   | Mikloș Bodoczi (ROU)                                                                           | Olivier Lenglet (FRA)                                                                                  |
| Spadă pe echipe       | RFG Alexander Pusch Elmar Borrmann Volker Fischer Arnd Schmitt                                          | Uniunea Sovietică Aleksandr Mojaev Sergei Kravciuk Andrei Șuvalov Mihail Tișko                 | Italia Sandro Cuomo Stefano Bellone Angelo Mazzoni Maurizio Randazzo                                   |
| Floretă la individual | Andrea Borella (ITA)                                                                                    | Tulio Díaz (CUB)                                                                               | Mauro Numa (ITA)                                                                                       |
| Floretă pe echipe     | Italia Mauro Numa Andrea Cipressa Andrea Borella Federico Cervi Angelo Scuri                            | RFG Harald Hein Matthias Behr Thorsten Weidner Ulrich Schreck                                  | Republica Democrată Germană Jens Howe Ingo Weißenborn Udo Wagner Adrian Germanus Aris Enkelmann        |
| Sabie la individual   | Serghei Mindirgasov (URS)                                                                               | Imre Bujdosó (HUN)                                                                             | Jean-François Lamour (FRA)                                                                             |
| Sabie pe echipe       | Uniunea Sovietică Andrei Alșan Heorhii Pohosov Serghei Mindirgasov Serghei Koriașkin Viktor Krovopuskov | Polonia Janusz Olech Robert Kościelniakowski Andrzej Kostrzewa Jarosław Koniusz Tadeusz Piguła | Bulgaria · Hristo Etropolski · Vasil Etropolski · Gheorgi Ciomakov · Marin Ivanov · Nikolai Marinceșki |

### Feminin
| Probă                 | Aur                                                                                | Argint                                                                                           | Bronz                                                                          |
| Floretă la individual | Anja Fichtel (GER)                                                                 | Sabine Bau (FRG)                                                                                 | Olga Voșceakina (URS)                                                          |
| Floretă pe echipe     | Uniunea Sovietică Valentina Sidorova Olga Veliciko Olga Voșceakina Marina Soboleva | Italia Margherita Zalaffi Annapia Gandolfi Giovanna Trillini Lucia Traversa Francesca Bortolozzi | RFG Sabine Bau Anja Fichtel Sabine Bischoff Christiane Weber Zita Funkenhauser |

## Clasament pe medalii
| Loc | Țară                        | Aur | Argint | Bronz | Total |
| --- | --------------------------- | --- | ------ | ----- | ----- |
| 1   | Uniunea Sovietică           | 3   | 1      | 1     | 5     |
| 2   | RFG                         | 2   | 2      | 1     | 5     |
| 3   | Italia                      | 2   | 1      | 2     | 5     |
| 4   | Franța                      | 1   | 0      | 2     | 3     |
| 5   | Cuba                        | 0   | 1      | 0     | 1     |
| 5   | Ungaria                     | 0   | 1      | 0     | 1     |
| 5   | Polonia                     | 0   | 1      | 0     | 1     |
| 5   | România                     | 0   | 1      | 0     | 1     |
| 9   | Bulgaria                    | 0   | 0      | 1     | 1     |
| 9   | Republica Democrată Germană | 0   | 0      | 1     | 1     |